# Frank Mills (lied)
"Frank Mills" is een lied uit de Amerikaanse musical Hair uit 1967.
Het verhaal en de teksten van de musical zijn geschreven door Gerome Ragni en James Rado, de muziek door Gailt MacDermot. Hair is in verschillende versies uitgevoerd. De eerste uitvoering was als Off-Broadway musical in 1967. Een jaar later stond de musical op Broadway en West End, en in 1979 werd het verfilmd. In Nederland is de musical ook meermalen opgevoerd. Voor het eerst gebeurde dit in het Olympisch Stadion in Amsterdam in 1970. De versie die in 2007/2008 gespeeld werd, had hertaalde teksten van Jan Rot. In al deze uitvoeringen werd het nummer Frank Mills gespeeld.
Het nummer is ook door een breed scala aan artiesten opgenomen, zoals door James Last en The Lemonheads. In Nederland is de bekendste uitvoering die van de Nederlandse zangeres Bojoura, een protegée van George Kooymans, uit 1969. Haar opname, uitgebracht op label Polydor, werd geproduceerd door Freddy Haayen. De B-kant was "Lookin For The Land (Part 2)" geschreven door Kooymans en Bojoura. Haar versie bereikte de achtste plaats in de Nederlandse Top 40.

## NPO Radio 2 Top 2000
| Nummer met noteringen in de NPO Radio 2 Top 2000 | '99  | '00  | '01 | '02  | '03-'06 | '07  |
| ------------------------------------------------ | ---- | ---- | --- | ---- | ------- | ---- |
| Frank Mills (Bojoura)                            | 1483 | 1490 | -   | 1512 | -       | 1990 |

1. ↑  Een '-' betekent dat het nummer niet was genoteerd en een vetgedrukt getal geeft de hoogste notering aan.
2. ↑  Deze tabel is bijgewerkt tot en met de laatste editie (2024).